# Lacrima (vitigno)
Il Lacrima è un vitigno marchigiano a bacca nera, coltivato esclusivamente in alcune aree collinari della Provincia di Ancona (regione Marche) nella zona di Morro d'Alba e comuni limitrofi. Da esso si ricava il vino DOC "Lacrima di Morro d'Alba".

## Storia
Questo vitigno autoctono marchigiano è di origine antica: la tradizione vuole infatti che già nel 1167 Federico Barbarossa abbia bevuto del vino prodotto proprio con quest'uva quando dimorava nel castello di Morro d'Alba durante l'Assedio di Ancona. In passato la Lacrima era assai più diffusa sul territorio italiano, ritrovandosi frequentemente in tutto il centro-sud adriatico (dalla Romagna, Umbria e Toscana fino a Puglia e Campania), mentre oggi, a causa degli espianti sostitutivi attuati fino ai primi anni '80, è rinvenibile solamente a Morro d'Alba e comuni limitrofi. 
L'origine più accreditata del nome sembrerebbe derivare dal fatto che l'acino, quando è maturo, si spacca e trasuda piccole goccioline di succo che sembrano lacrime. Secondo altri, invece, il vocabolo sarebbe da collegare alla forma allungata del chicco, oppure ad una lontana parentela con l'uva Lacrima spagnola.
Un tempo la coltivazione di questo vitigno veniva tradizionalmente effettuata "maritandolo" ad un tutore vivo, ossia legandolo ad un albero (come l'olmo o l'acero) oppure ad un palo di legno. Oggi viene allevato prevalentemente a guyot semplice o cordone speronato, seguendo le direttive contenute nel Disciplinare di produzione del vino DOC "Lacrima di Morro d'Alba". 
Questa cultivar ha rischiato seriamente l'estinzione e solo dal 1985 ne è cominciato il recupero e la valorizzazione con sistemi di coltura più moderni sotto la tutela della denominazione (istituita appositamente proprio in quell'anno): fu infatti unicamente grazie ad alcuni viticoltori della Provincia di Ancona che la Lacrima scampò alla scomparsa definitiva, venendo recuperata e salvata in extremis su meno di 10 ha di vigneto residuo rimasto nella zona di Morro d'Alba. Oggi per estensione e quantità d'uva questa varietà è la terza produzione rossa delle Marche e le superfici messe a coltura sono cresciute dai 7 ha del 1985 agli attuali 256 ha del 2025.

## Caratteristiche ampelografiche
Vitigno tra i più colorati e ricchi di antociani presenti nel panorama ampelografico italiano ed europeo, non solo nel frutto ma anche nelle parti erbacee e semi-lignificate della pianta. Il grappolo, di colore blu-nero intenso e a polpa colorata, è lasco, lungo, di media grandezza e così pure l'acino, che ha forma rotondeggiante o sub-ovale. I pedicelli apicali e dell’ala sono rosso-violacei, così come cercine e pennello. La buccia, mediamente pruinosa, è piuttosto spessa e ricca di estrattivi ma assai fragile, microfratturandosi diffusamente durante gli ultimi stadi di maturazione (specie se caratterizzati da precipitazioni abbondanti) determinando così la fuoriuscita di piccole goccioline di succo (lacrime). Il contenuto in tannini di quest'uva è piuttosto basso, motivo per cui il vino ottenuto da essa viene consumato preferibilmente giovane. Le foglie sono pentalobate, di colore verde carico durante la stagione vegetativa mentre virano al rosso-violaceo acceso in autunno.
Il Lacrima è un vitigno semi-aromatico di difficile coltivazione ed elevata vigoria, con produttività incostante; è piuttosto sensibile ad attacchi fungini (botrite) e al ragnetto rosso. Tali caratteristiche ne hanno determinato in passato l'abbandono e la sostituzione con altre cultivar più resistenti e produttive, spesso però di minor qualità e pregio. Predilige i terreni collinari argillosi e sabbiosi, ricchi di minerali, permeabili e profondi. Nelle zone di diffusione (colline anconetane) il suolo risulta per la maggior parte a pH subalcalino (circa 7.5) e con scarsa dotazione di sostanza organica. Per un corretto sviluppo di questa pianta sono inoltre necessarie una buona insolazione e ventilazione del sito di crescita, per evitare il più possibile ristagni di aria umida. 
La vendemmia viene effettuata a fine settembre-ottobre, momento in cui i grappoli colorati spiccano tra il fogliame autunnale ormai rosso. Il mosto di Lacrima veniva storicamente utilizzato per tagliare altri vini rossi (colorandoli, aromatizzandoli e migliorandoli), mentre oggi è vinificato in purezza. Recenti ricerche genetiche hanno evidenziato un legame ancestrale con l'Aleatico, un vitigno semi-aromatico delle regioni del centro e sud Italia. Il Lacrima sarebbe frutto dell'incrocio spontaneo tra questo e un'antica varietá ormai scomparsa di uva detta "Nera rada".

## Sinonimi
In letteratura possiamo trovare come sinonimi assai poco utilizzati i termini "Lacryma nera", "Lacrima gentile", "Lacrima comune" o "Lacrima garofolata", mentre al nome proprio di questa cultivar può venire anteposto sia un articolo determinativo maschile ("il" Lacrima) che uno femminile ("la" Lacrima) ed entrambe le versioni risultano corrette.

## Il vino

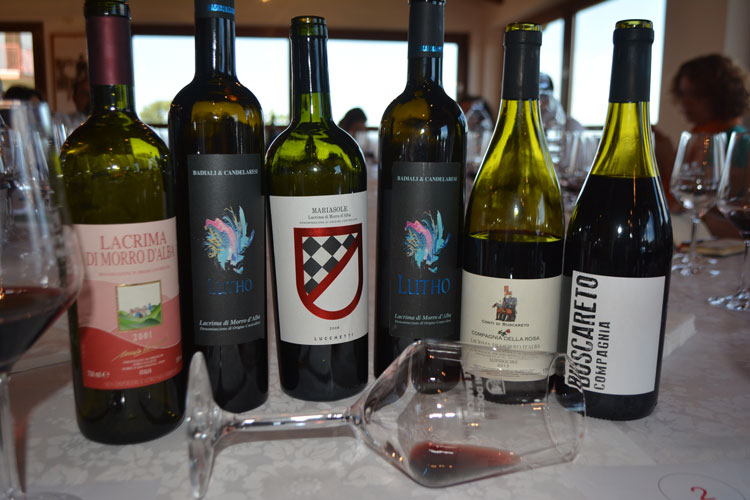
Bottiglie di "Lacrima di Morro d'Alba"

Le uve del vitigno Lacrima vengono utilizzate per produrre la DOC marchigiana "Lacrima di Morro d'Alba", eventualmente in unione con mosti di altre uve tipiche della regione che devono però concorrere in misura non superiore al 15%. Se ne ricava un vino rosso rubino intenso con riflessi violacei di ottima struttura e morbidezza, dal profumo aromatico di frutti di bosco, ciliegia, fragola e talora di rosa. 
Esistono anche spiriti, distillati e derivati nobili come la grappa di Lacrima o il brandy.